# Bezugsrecht
Ein Bezugsrecht (englisch pre-emption right) ist im Börsenhandel bei Aktien das Recht des Aktionärs auf den Erwerb junger Aktien im Rahmen einer Bezugsrechtsemission.     

## Allgemeines
Bezugsrechte sind die Folge der bei einer Aktiengesellschaft (AG), Europäischen Gesellschaft (SE) oder Kommanditgesellschaft auf Aktien (KGaA) vorgenommenen Kapitalerhöhung. Durch diese wird das bisherige Grundkapital erhöht, das durch Aktien in den Händen von Aktionären liegt. Diese Aktionäre, Altaktionäre genannt, sollen das Recht eingeräumt bekommen, ihren Anteil am bisherigen Grundkapital zu erhalten. Das Bezugsrecht sichert diese Erhaltung des Stimmrechtsanteils und Vermögensanteils des Aktionärs (Verwässerungsschutz). Jedem Aktionär muss deshalb auf sein Verlangen ein seinem Anteil am bisherigen Grundkapital entsprechender Teil der jungen Aktien zugeteilt werden.

## Hintergründe

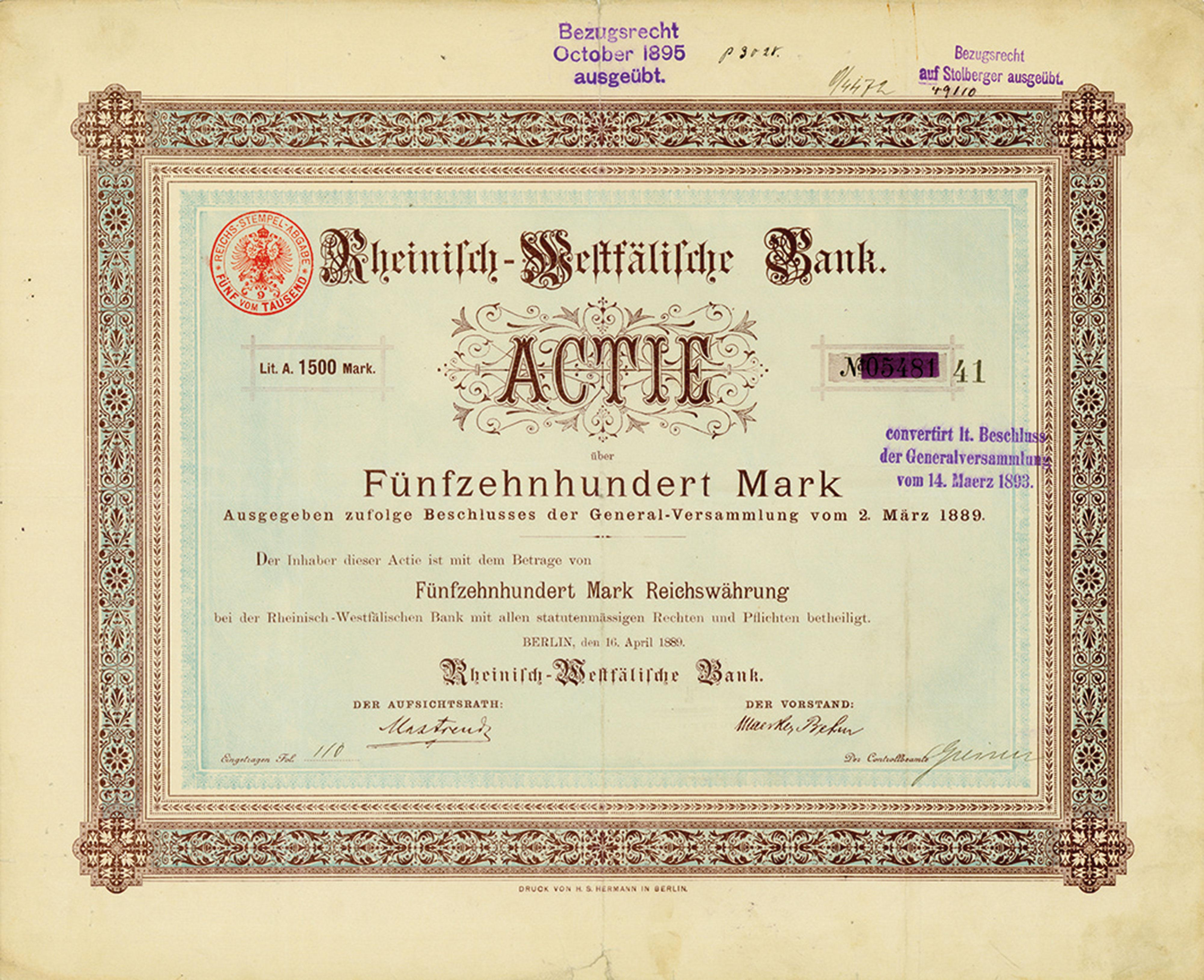
Aktie der Rheinisch-Westfälischen Bank vom 16. April 1889 mit zwei Vermerken über die Ausübung von Bezugsrechten

Die Gründe, weshalb Altaktionären ein Bezugsrecht eingeräumt wird, sind vielfältig. Zum einen ist die Gewährung eines Bezugsrechts in Deutschland bei einer Kapitalerhöhung von über zehn Prozent verpflichtend, sofern keine außerordentlichen Umstände vorliegen. Dadurch sollen vor allem die Altaktionäre geschützt werden, da eine Kapitalerhöhung den Verwässerungseffekt mit sich bringt, wodurch der effektive Anteil am jeweiligen Unternehmen sinkt. Dieses kann sowohl bezogen auf den Einfluss durch die mit Stammaktien verbundenen Stimmrechte der Fall sein als auch bezogen auf den relativen Dividendenanteil bei Stamm- und besonders auch bei Vorzugsaktien.
Zudem ist es oft einfacher, bestehende Aktionäre zum Kauf zusätzlicher Aktien zu bewegen, als neue Aktionäre zu werben. Das Bezugsrecht stellt daher ebenfalls einen Anreiz für Altaktionäre dar, von den jungen Aktien zumindest einen Teil direkt zu zeichnen und somit den relativen Anteil am Stimmrecht bzw. an den Dividenden so teilweise aufrechtzuerhalten. Das Bezugsverhältnis sorgt dafür, dass jeder Altaktionär ein Bezugsrecht in genau der Höhe erhält, wie er benötigt, um seinen Kapitalanteil nicht zu verwässern. 

## Geschichte
In den ersten Jahrzehnten der Aktiengesellschaften gab es keinerlei Bezugsrechtsregelung. Allerdings war es bei Kapitalerhöhungen üblich, die jungen Aktien an die Altaktionäre zu verkaufen. Dies änderte sich zu Beginn des 20. Jahrhunderts, als in den Vereinigten Staaten die Portland Bank sowie das Unternehmen Continental Trust Co. Kapitalerhöhungen durchführten und die jungen Aktien an fremde Investoren verkauften, ohne diese den Altaktionären pro-rata zum Kauf anzubieten. In den darauf folgenden Gerichtsverhandlungen wurde 1906 erstmals entschieden, dass dies aufgrund des Verwässerungseffektes und der dadurch entstehenden Ungerechtigkeit nicht zulässig war und den Altaktionären ein generelles Bezugsrecht zu gewähren ist.
In Deutschland wurden verpflichtende Bezugsrechte erstmals mit dem Handelsgesetzbuch 1897 eingeführt.

## Rechtsfragen
Gemäß § 186 Abs. 1 AktG stehen dem Aktionär bei einer Kapitalerhöhung anteilig so viele neue Aktien zu, wie er am bisherigen Grundkapital beteiligt ist. Dies gilt ebenso gemäß § 221 Abs. 4 AktG für Genussscheine, Gewinnschuldverschreibungen sowie für Options- und Wandelanleihen.
Bei der Emission der jungen Aktien legt die AG, SE oder KGaA das Bezugsangebot für die Altaktionäre fest. Bestandteil dieses Bezugsangebots sind die Bezugsbedingungen, die das Bezugsverhältnis, den Bezugskurs der neuen Aktien, deren Dividendenberechtigung sowie die Bezugsfrist (gemäß § 186 Abs. 1 AktG mindestens zwei Wochen) beinhalten. Der Bezugskurs liegt meist unterhalb des aktuellen Börsenkurses der Altaktien, um das Verlustrisiko der Emission zu minimieren. Die Höhe des Bezugskurses bestimmt zusammen mit der Dividendenberechtigung und dem Bezugsverhältnis bei gegebenem Aktienkurs der Altaktien den Wert des Bezugsrechts. Beim Bezugsrecht werden die alten Aktien und jungen Aktien bis zur Gleichberechtigung bei der Dividende an der Wertpapierbörse mit unterschiedlichen Aktienkursen gehandelt. Eine Dividendenberechtigung für junge Aktien beginnt hier häufig erst mit dem neuen Geschäftsjahr.   

## Bezugsrechtsformeln
Gegenüber gestellt wird das Grundkapital vor und nach der Kapitalerhöhung:
```
   
Grundkapital
 
vor
 der Kapitalerhöhung:     300.000 € (Aktienkurs: 200 %)
   + 
Kapitalerhöhung
:                        100.000 € (Aktienkurs: 160 %)
   = Grundkapital 
nach
 der Kapitalerhöhung:  400.000 €
```

Das Bezugsverhältnis beträgt {\displaystyle 3:1} ({\displaystyle {\frac {300.000}{100.000}}}).
Das „echte“ Bezugsrecht {\displaystyle BR} in Prozent des Nominalwerts ergibt sich aus dem Aktienkurs der alten Aktien {\displaystyle Ka} abzüglich des Bezugskurses der neuen Aktien {\displaystyle Kn} dividiert durch Bezugsverhältnis {\displaystyle a} zuzüglich der Zahl der neuen Aktien je Bezugsrecht {\displaystyle n}:
{\displaystyle BR={\frac {Ka-Kn}{a/n+1}}\cdot 1}.
Setzt man obige Werte ein, so ergibt sich:
{\displaystyle {\frac {200-160}{3+1}}\cdot 1=10\%}.
Der rechnerische Kurs des Bezugsrechts beträgt bei Nennwertaktien somit 10 %. Dies ergibt sich auch aus folgender Tabelle, in der die vorhandenen Rücklagen von der Kapitalerhöhung unberührt bleiben:
| Zeitpunkt            | Grundkapital | Rücklagen | Eigenkapital | Bilanzkurs |
| -------------------- | ------------ | --------- | ------------ | ---------- |
| Vor Kapitalerhöhung  | 300.000 €    | 300.000 € | 600.000 €    | 200 %      |
| Nach Kapitalerhöhung | 400.000 €    | 300.000 € | 700.000 €    | 190 %      |
| Differenz            | 100.000 €    | 00 €      | 100.000 €    | 10 %       |

Der Theoretical ex-rights price ({\displaystyle TERP}) ermittelt den rechnerischen Wert eines „ganzen“ Bezugsrechts, subtrahiert davon den Ausgabepreis der jungen Aktien und dividiert die so erhaltene Differenz durch das Bezugsverhältnis. Alternativ lässt sich dieser Wert eines „ganzen“ Bezugsrechts auch durch die Division der Differenz aus Preis der alten Aktien und dem Ausgabepreis der jungen Aktien mit dem um 1 erhöhten Bezugsverhältnis errechnen. Die dritte Möglichkeit, diesen Wert zu ermittelt, besteht darin, dass aus dem Preis der alten Aktien der TERP abgezogen wird (anstelle der Ausübung des Bezugsrechts kann der Alt-Aktionär theoretisch die Aktie zum alten Kurs verkaufen und dann zum Preis TERP wieder kaufen):
{\displaystyle TERP={\frac {{\text{(Anzahl Altaktien}}\cdot {\text{Aktienkurs}})+{\text{(junge Aktien}}\cdot Emissionspreis)}{{\text{Anzahl Altaktien}}+{\text{junge Aktien}}}}}.
Der TERP ist der theoretische Wert des Bezugsrechts.
Es handelt sich hierbei um rechnerische Kurse. Wie sich der tatsächliche Börsenkurs des Bezugsrechts entwickelt, hängt von der Marktentwicklung ab. Die erste Kursfeststellung des neuen Börsenkurses wird zur Kenntlichmachung mit dem Kurszusatz „ex Bezugsrecht“ oder kurz „ex B“ gekennzeichnet. Es handelt sich um einen Abschlag vom Börsenkurs der alten Aktien in Höhe des rechnerischen Kurses des Bezugsrechts.

## Durchführung einer Kapitalerhöhung mit Bezugsrecht
Bei einer Kapitalerhöhung mit Bezugsrechten sind für eine Zeitspanne von mindestens zwei Wochen (14 Tagen) den Altaktionären die jungen Aktien entsprechend dem Bezugsrechtpreis gemäß § 186 AktG anzubieten. Sofern in diese 14-tägige Bezugsfrist keine Börsenfeiertage fallen, stehen den Altaktionären daher zehn Handelstage zur Annahme des Bezugsangebotes zu. Dabei ist entweder der genaue Ausgabepreis der neuen Aktien vor Beginn der Bezugsfrist anzugeben oder die Regeln, nach denen dieser später bestimmt wird. Im letzteren Fall muss der genaue Ausgabepreis der jungen Aktien spätestens drei Tage vor Ablauf der Bezugsfrist bekanntgegeben werden. Alle jungen Aktien, die am Ende der Bezugsfrist nicht durch die Ausübung der Bezugsrechte erworben wurden, werden dann meist im Rahmen eines Bookbuilding-Verfahrens durch die Konsortialbanken im Markt platziert. Der Preis für diese wird dabei oft kurz unterhalb des dann aktuellen Aktienkurses festgelegt.
Wird beispielsweise das gezeichnete Kapital einer AG von 50 Mio. Euro auf 60 Mio. Euro mit einem Bezugsverhältnis von {\displaystyle 5:1} erhöht, so erhält jeder Aktionär für fünf alte Aktien das Recht, eine neue Aktie im Rahmen der Kapitalerhöhung zu erwerben. Für jede alte Aktie in ihrem Besitz erhalten die Aktionäre ein Bezugsrecht. Fehlen einem Aktionär die notwendigen Bezugsrechte, um eine junge Aktie erwerben zu können, kann er die ihm fehlenden Bezugsrechte zukaufen oder einen Teil der ihm zugeteilten Bezugsrechte verkaufen bzw. seine Bezugsrechte auch verfallen lassen.
Den Aktionären einer AG (Aktiengattung A) kann dabei ein Bezugsrecht auf Aktien der gleichen Aktiengattung gewährt werden als auch auf eine andere Aktiengattung B. Ebenfalls sind Sonderfälle wie die Ausgabe von Bezugsrechten auf festverzinsliche Instrumente mit Wandeloption (Wandelanleihe), Genussscheine, Anleihen und Instrumente mit Optionsrecht möglich.

## Handelbarkeit
Bezugsrechte sind als selbständige Finanzinstrumente ein Handelsobjekt an der Börse im Rahmen des Bezugsrechtshandels. Optional (derzeit in Deutschland nicht verpflichtend) richten die Konsortialbanken den Bezugsrechtehandel ein, um den Altaktionären eine einfache Möglichkeit zu bieten, ihr Bezugsrecht während der Bezugsfrist zu verkaufen. Mit Hilfe des Handels können Altaktionäre ihren Bezug an jungen Aktien auf- oder abrunden, um Bruchteile von Aktien im Wertpapierdepot zu vermeiden. Der Handelszeitraum erstreckt sich auf die gesamte Bezugsfrist, die zwischen 8 und 15 Handelstagen beträgt. Wegen der Lieferung der Bezugsrechte im Rahmen des Kassageschäfts ist ihr Handel an den letzten beiden Handelstagen der Bezugsfrist nicht mehr möglich.

## Ausschluss von Bezugsrechten
Nicht bei jeder Kapitalerhöhung gibt es notwendigerweise Bezugsrechte. Der Ausschluss von Bezugsrechten unterliegt gesetzlichen formellen Voraussetzungen sowie nach der Rechtsprechung des Bundesgerichtshof einer materiellen Beschlusskontrolle.
Formell muss im Rahmen einer ordentlichen Kapitalerhöhung das Bezugsrecht mit einer 3/4-Mehrheit in der Hauptversammlung per Beschluss ausgeschlossen werden, (§ 186 Abs. 4 Satz 1 AktG). Um die Aktionäre vor dem Bezugsrechtsausschluss zu warnen, muss dieser in der Tagesordnung bekanntgemacht werden. Auf Hauptversammlung hat der Vorstand einen schriftlichen Bericht über den Grund des Ausschlusses zugänglich zu machen, (§ 186 Abs. 4 Satz 1, 2 AktG).
Die materielle Kontrolle von Bezugsrechtsausschlüssen ist nicht gesetzlich angeordnet, wurde jedoch vom Bundesgerichtshof in der Rechtssache Kali und Salz (BGHZ 70, 41) Teil höchstrichterlicher Rechtsprechung. Danach bedeute der Bezugsrechtsausschluss aufgrund des Verwässerungseffekts einen schweren Eingriff in die Aktionärsrechte. 
Der Ausschluss müsse durch sachliche Gründe im Interesse der Gesellschaft gerechtfertigt sein und erfordere eine Abwägung der Interessen und der Verhältnismäßigkeit von Mittel und Zweck. Diese Gründe können z. B. beim Unternehmenskauf von fremden Unternehmen, Unternehmensanteilen oder Beteiligungen vorliegen, wenn in diesen Fällen die jungen Aktien als Kaufpreis genutzt werden sollen. Ein weiterer triftiger Grund ist auch die Zulassung der Aktien der jeweiligen Gesellschaft zum Handel an einer ausländischen Börse, an denen die Aktien bisher nicht zum Handel zugelassen sind, und an der die jungen Aktien dann ausgegeben werden (siehe Börsennotierung#Mehrfachnotierungen).
Einer materiellen Beschlusskontrolle unterliegt ein Bezugsrechtsausschluss nicht, wenn der Anstieg des Grundkapitals durch die Kapitalerhöhung geringer als zehn Prozent ist und der Emissionspreis den aktuellen Börsenkurs nicht wesentlich unterschreitet (§ 186 Abs. 3 AktG). Als „wesentlich“ ist in Deutschland eine Grenze von etwa fünf Prozent anzusehen.
Während ein Teilausschluss von Bezugsrechten bereits im AktG von 1861 vorgesehen war, ist dieser Teilausschluss, der z. B. einen großen Aktionär nicht ausschließt, alle anderen jedoch schon, nach heutiger Rechtsprechung eher problematisch. Dies wird besonders unter dem Gesichtspunkt der Gleichbehandlung der Aktionäre so gesehen, während früher die Meinung vorherrschte, dass dies ein genereller Bezugsrechtsausschluss sei mit der Besonderheit, dass die dritte Partei, der die jungen Aktien zugeteilt werden, bereits Aktionär ist. Diese Problemstellung würde insbesondere dann interessant, wenn mit einem solchen Konstrukt schrittweise versucht werden sollte, durch die Teilverwässerung eine 95 %-Dominanz zu erzielen, mit der dann die verbleibenden Aktionäre über einen Squeeze-out hinausgedrängt werden könnten.
So geschehen ist dies bei der Verstaatlichung der Immobilienfinanzierungsbank Hypo Real Estate Holding AG aufgrund des FMStG und des FMStErgG, wobei dort ein Squeeze-out allerdings bereits bei 90 % erfolgte. Der vom Staat gelenkte SoFFin beschloss mit Mehrheit auf der Hauptversammlung zunächst eine Kapitalerhöhung unter Bezugsrechtsausschluss der übrigen Aktionäre, um sodann aufgrund des Verwässerungseffekts und einer Beteiligung von nunmehr 90 % des Grundkapitals auf einer erneuten Hauptversammlung das Squeeze-out zu beschließen. Damit wurden die verbliebenen Aktionäre hinausgedrängt, und die Bank konnte verstaatlicht werden. Prinzipiell gerechtfertigt wurde dies und der Erlass der betreffenden Gesetze mit der notwendigen Rettung systemrelevanter Banken zur Stabilisierung des deutschen Finanzmarktes, um eine Wiederholung der Ereignisse um die Investmentbank Lehmann Brothers Holdings Inc. in den USA im September 2008 zu verhindern.

### Gründe für den Ausschluss von Bezugsrechten
Das Bezugsrecht muss ausgeschlossen werden, wenn die Aktiengesellschaft Belegschaftsaktien ausgeben möchte.

### Folgen für Investoren
Wird das Bezugsrecht ausgeschlossen, so haben Investoren keine Möglichkeit, über vergünstigte Bezugsrechte an der Kapitalerhöhung zu partizipieren. Dadurch bleibt zunächst der Anteil eines Investors am Grundkapital nominal gleich, während das Volumen des gesamten Grundkapitals jedoch steigt. Dadurch hat ein Aktionär effektiv einen geringeren Besitzanteil am Unternehmen als vor der Kapitalerhöhung, was als Verwässerungseffekt bezeichnet wird. Folge ist, dass der Aktienkurs des jeweiligen Unternehmens stark oder weniger stark sinkt, was aus Sicht der Anleger als negativ zu bewerten ist.

## International
Die Schweiz ist eines der wenigen Länder, die – anders als z. B. Deutschland – einen Ausschluss des Bezugsrechts bei Kapitalerhöhungen von geringem prozentualen Anteil am Stammkapital nicht vorsehen. Ein Bezugsrechtausschluss ist in der Schweiz lediglich möglich, wenn „wichtige Gründe“, beispielsweise die Übernahme eines anderen Unternehmens, dies unbedingt erforderlich machen. Genau wie bei der Genehmigung einer Kapitalerhöhung von Stammaktien muss auch eine eventuelle Einschränkung oder Aufhebung des Bezugsrechts von mindestens zwei Dritteln der anwesenden Aktionäre auf einer ordentlichen Generalversammlung beschlossen werden.
Im Vereinigten Königreich sind bei Kapitalerhöhungen (englisch capital increase), sofern diese gegen Bareinlagen erfolgen und keine Emissionen von Bonusaktien darstellen, Bezugsrechte generell an alle Altaktionäre pro-rata zu vergeben. Eine Ausnahme besteht für Aktien aus Mitarbeiteraktienprogrammen (§ 566 Companies Act 2006). Die reguläre Bezugsfrist ist dabei 21 Tage, kann jedoch durch entsprechenden Beschluss auf bis zu 14 Tage reduziert werden (§ 562 Companies Act 2006).